# 마쓰모토 다카토시
마쓰모토 다카토시(일본어: 松本 昂聡, 1983년 9월 5일 ~ )는 일본의 전 축구 선수이다.

## 구단 경력
과거 교토 퍼플 상가, FC 도쿄, 비셀 고베, 쇼난 벨마레, 도쿠시마 보르티스, MIO 비와코 시가에서 활동하였다.